# Estero Las Rosas
El estero Las Rosas forma parte del humedal El Yali y se encuentra localizado en la costa de Chile central en la región de Valparaíso, comuna de Santo Domingo. 

## Trayecto
La cuenca de la quebrada de Las Rosas (o también conocido como Las Monjas), alimenta una depresión natural existente, relativamente profunda (10 - 15 metros), que recibe el nombre de laguna La Matanza, donde la mitad del cuerpo de agua queda dentro del límite de la reserva Nacional El Yali. Ésta es una cuenca muy pequeña en comparación con la cuenca del estero El Yali y se podría considerar una cuenca endorreica, pues sus aguas superficiales desaguan en la laguna La Matanza, y solo cuando existe un superávit hídrico opera por rebalse un dren en dirección al mar, los suelos de la depresión natural de esta cuenca (laguna) podrían estar constituidos por estratos impermeables o semipermeables que la hacen presentar un comportamiento relativamente estable en cuanto a su nivel hídrico en periodos de sequía. Existen evidencias de que el estero Las Rosas en determinados momentos adquiere un caudal bastante importante y su intervención explicaría en parte la pérdida del tamaño del espejo de agua que actualmente experimenta la laguna La Matanza.
El mapa del Instituto Geográfico Militar no nombra el estero afluente de la laguna Matanzas, lo que si hace el mapa de Luis Risopatrón del año 1924.

## Historia
Luis Risopatrón lo describe sucintamente en su Diccionario Jeográfico de Chile de 1924:
Rosas (Quebrada de las) 33° 45' 71° 40' Es de corta estension, corre hacia el W, al lado NE de la laguna de Matanzas i desemboca en la playa de Santo Domingo. 62, II, p. 158; i 156.